# L'esorcismo di Emma Schmidt - The Ritual
L'esorcismo di Emma Schmidt - The Ritual (The Ritual) è un film del 2025 diretto da David Midell.
Il film tratta la storia vera di Emma Schmidt, conosciuta anche con lo pseudonimo di Anna Ecklund, ed è stato uno dei casi di possessione ufficialmente riconosciuti dalla Chiesa cattolica.

## Trama
Iowa, 1928. Il parroco della chiesa di St. Joseph, Padre Joseph Steiger riceve dal suo superiore un incarico molto delicato. Una ragazza di nome Emma Schmidt soffre di qualcosa che non può essere risolto con cure mediche. Bisogna praticare un esorcismo. La parrocchia è scelta come luogo per l'esecuzione dell'esorcismo, ma a compiere questo difficile compito sarà l'anziano Padre Theophilus Riesinger.

## Produzione
Le riprese si sono svolte nel gennaio 2024 a Natchez, Mississippi.

## Distribuzione
Il film è stato distribuito nelle sale cinematografiche italiane a partire dal 29 maggio 2025.

## Accoglienza

### Incassi
Il film ha incassato 3525434 $, di cui 645116 € in Italia.

### Critica
Il film è stato stroncato dalla critica: su Rotten Tomatoes solo il 9% delle recensioni è positivo, su Metacritic il voto medio è di 33/100.